# 프레더릭 콜러
프레더릭 콜러(Frederick Koehler, 1975년 6월 16일 ~ )는 미국의 배우이다.

## 출연 작품
- 빅터 (2015)
- 디펜더스 : 유쾌한 변호사들 (2010)
- 데스 레이스 2 (2010)
- 데스 레이스 (2008)
- 페퍼 데니스 (2006)
- 리틀 체니어 (2006)
- 도미노 (2005)
- 행복한 비밀 (2002)
- 진주만 (2001)
- 악마의 시나리오 (1989)
- 환상의 발라드 (1987)